# Xuanfugarnisonen

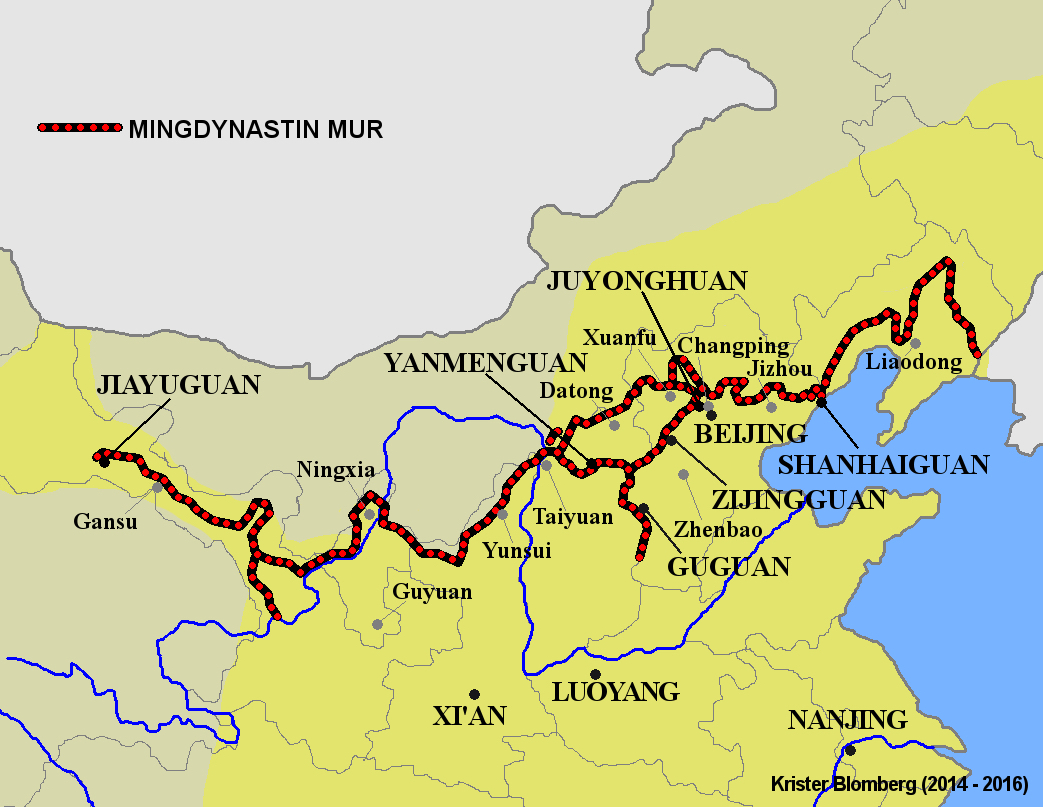
Kinesiska muren under Mingdynastin. De gråa punkterna markerar högkvarteren för militärgarnisonerna.

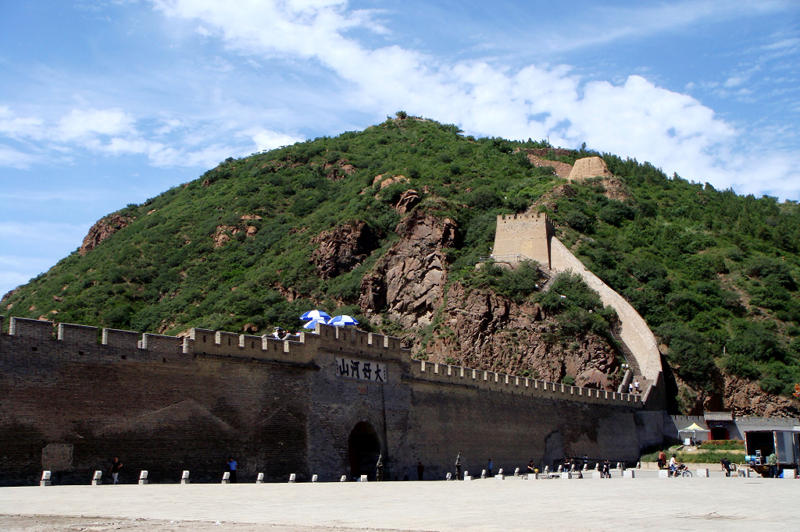
Kinesiska muren vid Dajingmen som ingår i Xuanfu garnisons ansvarsområde.

Xuanfugarnisonen (宣府镇; Xuānfǔzhèn) var en av den kinesiska Mingdynastins nio garnisoner för försvaret av den nordliga gränsen och kinesiska muren. 
Ansvarsområdet var försvaret av den yttre sträckningen av kinesiska muren från Juyongpasset norr om Peking till Huai'an 40 km väster om Zhangjiakou i Hebei. På grund av sitt strategiska läge nordväst om Peking var muren i Zhenbaogarnisonen extra förstärkt och ofta i flera parallella lager där t.ex. den strategiska passagen Dajingmen norr om Zhangjiakou ingår. Totalt tillhörde 510 km av kinesiskan muren Xuanfugarnisonens ansvarsområde.
Garnisonen grundades av kejsar Yongle (r. 1402-1424). Högkvarteret låg nära dagens Xuanhua, 20 km sydost om Zhangjiakou. Muren som tillhörde Xuanfugarnisonen byggdes under mitten av 1500-talet efter upprepade anfall från mongolerna under ledning av Altan Khan. Xuanfu garnison lydde under överbefälhavaren Xuanda.
Mot öster gränsade Xuanfugarnisonen mot Jizhougarnisonen, och väster mot Datonggarnisonen.